# Windhoek-Eros
Eros ist eine Vorstadt der namibischen Hauptstadt Windhoek. Sie liegt im Nordosten der Stadt, am Rande der Erosberge, welche dem Stadtteil auch den Namen geben. Der Stadtteil grenzt an Klein Windhoek, Windhoek-Nord und Windhoek-Central.
Eros ist ein Mischstadtteil von Leichtindustrie, Gewerbe und Häusern bzw. teilweise auch Wohnblöcken. Es handelt sich um einen der wenigen Stadtteile, in denen sich die Mittelschicht zwischen vormals getrennten Volksgruppen mischt.
Bekannt ist der Stadtteil für das Privatkrankenhaus Windhoek Medi-Clinic und den großen Zeitungsverlag Namibia Media Holdings.